# رادیو آذری
رادیو آذری (رادیو برون‌مرزی تبریز، شبکهٔ برون‌مرزی صدای آذربایجان شرقی) یکی از رادیوهای «ادارهٔ کل آسیای میانه و قفقاز» سازمان صدا و سیمای جمهوری اسلامی ایران است که جمهوری آذربایجان، جمهوری خودمختار نخجوان و بخش‌هایی از جنوب ارمنستان و شرق ترکیه را پوشش می‌دهد. این رادیو در سال ۱۳۹۷ خورشیدی، روزانه ۹ ساعت برنامه پخش می‌کرد.
رادیو آذری مستقر در صدا و سیمای آذربایجان شرقی در تبریز، در کنار رادیو سحر آذری (مستقر در تهران) و رادیو آران (مستقر در اردبیل)، ۳ رادیو برون‌مرزی ایران که به زبان ترکی آذربایجانی پخش می‌شوند را تشکیل می‌دهند. البته رادیو سحر آذری اخیراً غیرفعال شده و برنامه‌های آن بین دو رادیو برون‌مرزی تبریز و اردبیل توزیع شده‌است. همچنین بحث‌هایی دربارهٔ تجمیع دو رادیو برون‌مرزی آذری و آران و ایجاد رادیو واحد ۲۴ ساعتهٔ آذری نیز در جریان است.
عمدهٔ شنوندگان رادیو آذری در جمهوری آذربایجان، علاقه‌مندان به فرهنگ ایرانی و معارف اسلامی معرفی شده‌اند و مقابله با اطلاع‌رسانی نادرست برخی رسانه‌های جمهوری آذربایجان دربارهٔ ایران از موفقیت‌های آن ذکر شده‌است.
رادیو آذری توسط روزنامهٔ کیهان، یکی از ابزارهای فرهنگی ایران برای آگاهی‌بخشی به مردم جمهوری آذربایجان در مقابل تبلیغات اسرائیل علیه ایران دانسته شده‌است.

## تاریخچه

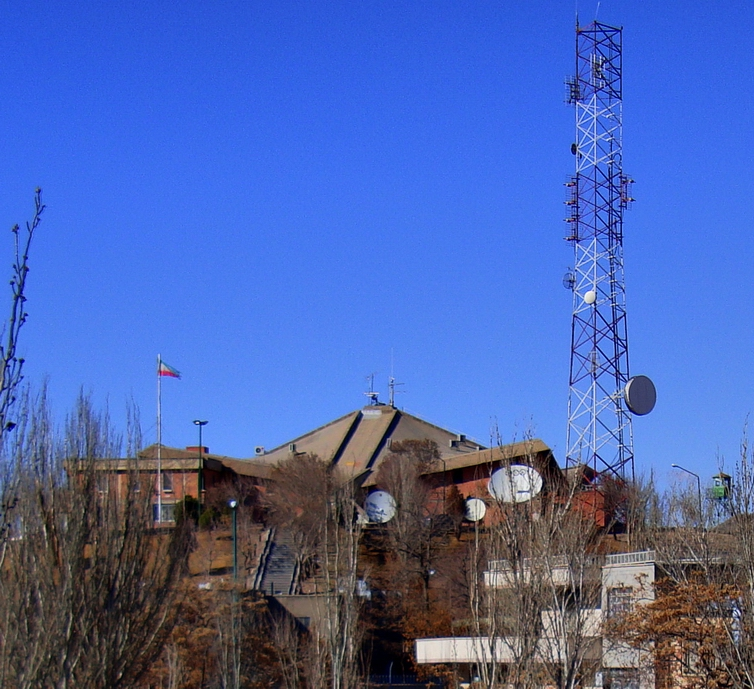
ساختمان رادیو مستقر در مجموعهٔ صدا و سیمای آذربایجان شرقی

رادیو آذری تبریز در تاریخ ۱۶ مهر ۱۳۶۲ خورشیدی فعالیت خود را آغاز کرد. این رادیو در ابتدا با نیم ساعت پخش روزانه شروع به کار نمود. بعدها برنامه‌های رادیو آذری مجموعاً به مدت روزانه ۳٫۵ ساعت افزایش یافت که در دو بخش صبحگاهی (ساعت ۱۰–۸) و عصرگاهی (ساعت ۲۱:۳۰–۲۰) تولید و پخش می‌شد و دارای محتوای مذهبی، اجتماعی و سیاسی بود. این رادیو در سال ۱۳۸۹ خورشیدی ۱۰۶۲ ساعت برنامه تولید کرده‌است. نهایتاً ساعات پخش رادیو آذری به ۸٫۵ تا ۹ ساعت افزایش یافته‌است.

## برنامه‌ها
رادیو برون‌مرزی آذری (مستقر در تبریز) با رادیو برون‌مرزی تاجیکی (مستقر در مشهد) اجرای مشترک داشته‌است.
این رادیو در ماه رمضان، برنامه‌های سحری (اوباشدانلیق) و افطاری (افطارلیق) به وقت باکو برای مردم جمهوری آذربایجان پخش می‌کند.

## مصاحبه‌ها
این رادیو مصاحبه‌هایی را با افراد مختلف مرتبط با جمهوری آذربایجان انجام داده‌است:
1. سید عباس موسوی (سفیر ایران در جمهوری آذربایجان)[۱۷]
2. توحید ابراهیم‌بیگلی (پایه‌گذار جنبش مقاومت اسلامی آذربایجان)[۱۸]
3. زرتشت علیزاده (تحلیلگر سیاسی اهل جمهوری آذربایجان)[۱۹]
4. نورالدین شیرین (رئیس شبکه «قدس تی‌وی» ترکیه)[۲۰][۲۱]
5. قربان جبرئیل (روزنامه‌نگار اهل جمهوری آذربایجان)
6. نورسته ابراهیم‌اوا (تحلیلگر سیاسی اهل جمهوری آذربایجان)[۲۲]
7. شاهین حسنلی (امام جمعه یکی از مساجد باکو)[۲۳]

## عملکرد
موارد شاخص:
1. ایجاد گروه نمایش رادیویی: بهمن ۱۳۹۴
2. جشنواره بین‌المللی اربعین: اسفند ۱۳۹۶
3. تعیین روز رادیو برون‌مرزی آذری تبریز: ۱۳ دی، مقارن با روز ابلاغ نامه سید روح‌الله خمینی به میخائیل گورباچف
4. اعزام گزارشگر رادیو به پیاده‌روی اربعین: آبان ۱۳۹۶
5. برگزاری دوره تخصصی آموزش نویسندگی، ترجمه و گویندگی: از آبان ۱۳۹۶
6. راه‌اندازی آرشیو تخصصی حوزه برون‌مرزی: بهمن ۱۳۹۶